# Маньи-Кур (трасса)
Автодром Маньи-Кур (Невер) (фр. Circuit de Nevers Magny-Cours) использовался для гонки Формулы-1 Гран-при Франции, гонок серии GP2 и WTCC (World Touring Car Championship — мировой кузовной чемпионат). В 1995—1996 принимала выездные этапы ДТМ. Трасса построена недалеко от городов Невер и Маньи-Кур, Франция. Иногда упоминается как трасса Невер.
С 2009 года Гран-при Франции на автодроме Невер не проводится. Берни Экклстоун (владелец коммерческих прав Формулы-1) заявил, что Гран-при Франции 2008 года на автодроме Невер, возможно, станет последним.

## История
Автодром имени Жана Беры (названный в честь гонщика, погибшего на Гран-при Германии 1959), открытый в 1961 году по проекту Жана Беринжо, сначала использовался только на национальном уровне. Первоначальная длина трассы составляла около 2 км, ширина — всего 7 метров. На автодроме базировались и проводили тесты французские команды Martini и Ligier, базировалась школа Winfield, учениками которой были пилоты Франсуа Север, Жак Лаффит и другие. Постепенно трасса начала изменяться: появились трибуны, мост для заезда в паддок, небольшой комплекс боксов, судейская вышка.
В конце 1960-х автодром был перестроен — в 1971-м появилась большая петля с поворотами «Estoril», «180». Но Формула-1 сюда по-прежнему не приезжала: к тому времени открылась трасса Поль Рикар. В 1980-м был построен первый поворот — «Grande Courbe».
В 1981-м Франсуа Миттеран, выходец из этих мест, стал президентом Франции. Была запущена программа по поддержке регионов, куда попал и Невер. В 1984-м построили новую большую парковку, а в 1988-м автодром был закрыт на капитальную перестройку. Был сооружён новый комплекс боксов, переложен асфальт, установлены защитные барьеры. 29 апреля 1989 года трасса была открыта. Трасса принимала Гран-при Формулы-1 с 1991 года. 
В энциклопедиях можно прочитать, что конфигурацию трассы собрали из разных кусочков поворотов знаменитых трасс. Однако это не совсем так. В частности, шпилька «Аделаида», названная так в честь знаменитой городской австралийской трассы, раньше представляла собой двойной поворот.
Трек получился не самым интересным, и очень сложным для обгонов. В 2003 году изменению подверглись последний поворот и шикана — для того, чтобы создать зону для обгонов. На автодроме очень короткий въезд и выезд на пит-лейн, и в результате малой потери времени на пит-стопе команды часто идут на стратегию большого количества остановок (например, на Гран-при Франции 2004 года Михаэль Шумахер победил с тактикой четырёх пит-стопов).

## Конфигурация
Конфигурация трассы была 3 раза незначительно изменена.
| Версия | Длина (м) | Гран-при      | Рекорд круга в квалификации         |
| Версия | Длина (м) | Гран-при      | Рекорд круга в гонке                |
| ------ | --------- | ------------- | ----------------------------------- |
| 1991   | 4 271     | 1 (1991)      | 1:14,559 (1991, Риккардо Патрезе)   |
| 1991   | 4 271     | 1 (1991)      | 1:19,168 (1991, Найджел Мэнселл)    |
| 1992   | 4 250     | 8 (1992—1999) | 1:13,864 (1992, Найджел Мэнселл)    |
| 1992   | 4 250     | 8 (1992—1999) | 1:17,070 (1992, Найджел Мэнселл)    |
| 2000   | 4 250     | 3 (2000—2002) | 1:11,985 (2002, Хуан-Пабло Монтойя) |
| 2000   | 4 250     | 3 (2000—2002) | 1:15,045 (2002, Дэвид Култхард)     |
| 2003   | 4 411     | 5 (2003—2007) | 1:13,698 (2004, Фернандо Алонсо)    |
| 2003   | 4 411     | 5 (2003—2007) | 1:15,377 (2004, Михаэль Шумахер)    |

## Победители Гран-при Франции на автодроме Невер
| Сезон | #  | Пилот                  | Конструктор        | Отчёт |
| ----- | -- | ---------------------- | ------------------ | ----- |
| 2008  | 58 | Фелипе Масса           | Ferrari            | Отчёт |
| 2007  | 57 | Кими Райкконен         | Ferrari            | Отчёт |
| 2006  | 56 | Михаэль Шумахер        | Ferrari            | Отчёт |
| 2005  | 55 | Фернандо Алонсо        | Renault            | Отчёт |
| 2004  | 54 | Михаэль Шумахер        | Ferrari            | Отчёт |
| 2003  | 53 | Ральф Шумахер          | Williams-BMW       | Отчёт |
| 2002  | 52 | Михаэль Шумахер        | Ferrari            | Отчёт |
| 2001  | 51 | Михаэль Шумахер        | Ferrari            | Отчёт |
| 2000  | 50 | Дэвид Култхард         | McLaren-Mercedes   | Отчёт |
| 1999  | 49 | Хайнц-Харальд Френтцен | Jordan-Mugen Honda | Отчёт |
| 1998  | 48 | Михаэль Шумахер        | Ferrari            | Отчёт |
| 1997  | 47 | Михаэль Шумахер        | Ferrari            | Отчёт |
| 1996  | 46 | Деймон Хилл            | Williams-Renault   | Отчёт |
| 1995  | 45 | Михаэль Шумахер        | Benetton-Renault   | Отчёт |
| 1994  | 44 | Михаэль Шумахер        | Benetton-Ford      | Отчёт |
| 1993  | 43 | Ален Прост             | Williams-Renault   | Отчёт |
| 1992  | 42 | Найджел Мэнселл        | Williams-Renault   | Отчёт |
| 1991  | 41 | Найджел Мэнселл        | Williams-Renault   | Отчёт |